# De Broekmolen (Fryzja)
De Broekmolen – wiatrak w miejscowości Broeksterwald, w gminie Dantumadeel, w prowincji Fryzja, w Holandii. Młyn został wzniesiony w 1876 r. W 1923 r. wymieniono jego skrzydła, a w 1961 r. zamontowano w nim silnik. Został odrestaurowany w 1975 r. Wiatrak ma trzy piętra, przy czym powstał na jednopiętrowej bazie. Jego śmigła mają rozpiętość 16,7 m. Wiatrak służy głównie do pompowania wody za pomocą śruby Archimedesa.